# El Puerto, Zautla
El Puerto är en ort i Mexiko.   Den ligger i kommunen Zautla och delstaten Puebla, i den sydöstra delen av landet, 160 km öster om huvudstaden Mexico City. El Puerto ligger 2 579 meter över havet och antalet invånare är 143.
Terrängen runt El Puerto är huvudsakligen kuperad, men åt sydost är den platt. Runt El Puerto är det ganska tätbefolkat, med 72 invånare per kvadratkilometer. Närmaste större samhälle är San Miguel Tenextatiloyan, 1,3 km norr om El Puerto. Trakten runt El Puerto består till största delen av jordbruksmark.